# Архиепархия Понтианака
Архиепархия Понтианака (лат. Archidioecesis Pontianakensis) — архиепархия Римско-Католической церкви с центром в городе Понтианак, Индонезия. В митрополию Понтианака входят епархии Кетапанга, Сангау, Синтанга. Кафедральным собором архиепархии Понтианака является церковь святого Иосифа.

## История
11 февраля 1905 года Святой Престол учредил апостольскую префектуру Голландского Борнео, выделив её из апостольского викариата Бетавии (сегодня — Архиепархия Джакарты).
13 марта 1918 года Римский папа Бенедикт XV издал бреве Quae catholico nomini, которым преобразовал апостольскую префектуру Голландского Борнео в апостольский викариат.
21 мая 1938 года апостольский викариат Голландского Борнео передал часть своей территории для новой апостольской префектуры Банджармасина (сегодня — Епархия Банджармасина) и был переименован в апостольский викариат Понтианака.
11 марта 1948 года и 14 июня 1954 года апостольский викариат Понтианака передал часть своей территории новым апостольским префектурам Синтанга (сегодня — Епархия Синтанга) и Кетапанга (сегодня — Епархия Кетапанга).
3 января 1961 года Римский папа Иоанн XXIII издал буллу Quod Christus, которой преобразовал апостольский викариат Понтианака в архиепархию.
9 апреля 1968 года архиепархия Понтианака передала часть своей территории новой апостольской префектуре Секадау (сегодня — Епархия Сангау).

## Ординарии архиепархии
- епископ Ян Пацификус Бос OFMCap[1](10.04.1905 — 1934);
- епископ Тарцизий Хенрик Иосиф ван Валенберг OFMCap (10.12.1934 — 13.07.1957);
- архиепископ Геркулан Йоганнес Мария ван дер Бургт OFMCap (13.07.1957 — 2.07.1976);
- архиепископ Иероним Геркуланус Бумбун OFMCap (26.02.1977 — 3.06.2014);
- архиепископ Агустинус Агус (с 3.06.2014).

## Источник
- Annuario Pontificio, Libreria Editrice Vaticana, Città del Vaticano, 2003, ISBN 88-209-7422-3
- Бреве Quae catholico nomini Архивная копия от 3 марта 2013 на Wayback Machine, AAS 10 (1918), стр. 180  (лат.)
- Булла Quod Christus Архивная копия от 7 октября 2013 на Wayback Machine, AAS 53 (1961), стр. 244  (лат.)